# Борки (Борисовський район, Зачистівська сільська рада)
Борки (біл. вёска Боркі) — село в складі Борисовського району Мінської області, Білорусь. Село підпорядковане Зачистівській сільській раді, розташоване в північно-східній частині області.